# Клюномуцунест кит на Кювие
Клюномуцунестият кит на Кювие (Ziphius cavirostris) е вид бозайник от семейство Hyperoodontidae. Възникнал е преди около 3,6 млн. години по времето на периода неоген. Видът не е застрашен от изчезване. През 2014 година е установено, че този кит на Кювие е най-дълбоко гмуркащия се бозайник на Земята, като е бил засечен екземпляр на дълбочина 2 километра 992 метра. Той може да задържа дъха си за 2 часа и 17 минути, под морската повърхност.

## Разпространение и местообитание
Разпространен е в Австралия, Албания, Американска Самоа, Американски Вирджински острови, Ангуила, Антигуа и Барбуда, Аржентина, Аруба, Асенсион и Тристан да Куня, Бангладеш, Барбадос, Бахамски острови, Белиз, Бенин, Бермудски острови, Бонер, Бразилия, Британски Вирджински острови, Бруней, Вануату, Великобритания, Венецуела, Виетнам, Габон, Гамбия, Гана, Гваделупа, Гватемала, Гвиана, Гвинея, Гвинея-Бисау, Германия, Гибралтар, Гренада, Гуам, Гърция, Дания, Демократична република Конго, Джибути, Доминика, Доминиканска република, Еквадор, Екваториална Гвинея, Западна Сахара, Йемен, Източен Тимор, Индия, Индонезия, Иран, Ирландия, Испания, Италия, Кабо Верде, Кайманови острови, Камбоджа, Камерун, Канада, Кения, Кирибати, Китай, Кокосови острови, Колумбия, Коморски острови, Коста Рика, Кот д'Ивоар, Куба, Кувейт, Кюрасао, Либерия, Мавритания, Мадагаскар, Малайзия, Малдиви, Мароко, Мартиника, Маршалови острови, Мексико, Мианмар, Микронезия, Мозамбик, Монако, Намибия, Науру, Нигерия, Нидерландия, Никарагуа, Ниуе, Нова Зеландия, Нова Каледония, Норвегия, Оман, Остров Света Елена, Острови Кук, Пакистан, Палау, Панама, Папуа Нова Гвинея, Перу, Питкерн, Португалия, Провинции в КНР, Пуерто Рико, Русия, Саба, Салвадор, Самоа, САЩ, Свети Мартин, Северни Мариански острови, Сейнт Винсент и Гренадини, Сейнт Китс и Невис, Сейнт Лусия, Сейшели, Сен Естатиус, Сен Пиер и Микелон, Сенегал, Сиера Леоне, Сингапур, Синт Мартен, Соломонови острови, Сомалия, Судан, Суринам, Тайван, Тайланд, Танзания, Того, Тонга, Тринидад и Тобаго, Уолис и Футуна, Уругвай, Фарьорски острови, Фиджи, Филипини, Фолкландски острови, Франция, Френска Гвиана, Френска Полинезия, Хаити, Хондурас, Хърватия, Чили, Швеция, Шри Ланка, Южна Африка, Южна Корея, Ямайка и Япония.
Обитава крайбрежията на океани, морета и заливи.

## Описание
Теглото им е около 4775 kg.
Продължителността им на живот е около 36 години.